# Natalia Sánchez
Natalia Sánchez Molina (Madrid, 27 de marzo de 1990) es una actriz y cantante española que obtuvo una gran popularidad por su papel de Teté en la serie Los Serrano. Posteriormente ha participado en producciones de mucha repercusión a nivel nacional como Amar en tiempos revueltos o Acusados.

## Biografía

### Televisión
Empezó su carrera debutando en el cine en 2001, con el papel secundario en el largometraje Clara y Elena. Saltó a la fama con trece años al interpretar a Teté, la hija adolescente de Los Serrano (Telecinco, 2003-2008) en la cual conoció a Víctor Elías, el que fue su pareja sentimental durante 7 años. Natalia Sánchez formó parte del elenco protagonista de la serie hasta que esta finalizó en julio de 2008. Además, ha trabajado en otras producciones como Compañeros (Antena 3), Periodistas (Telecinco), Un lugar en el mundo (Antena 3) y Javier ya no vive solo (Telecinco) con papeles episódicos. También protagonizó la campaña institucional contra el tabaquismo en 2004 y varios anuncios de El Corte Inglés.
En 2010 participó en Acusados (Telecinco) como la hija de la protagonista (Blanca Portillo), y en la miniserie La ira (Telecinco), junto a Marián Álvarez, Patricia Vico, Ángel Pardo y Tamar Novas, inspirada en el doble crimen de Betanzos y dirigida por Daniel Calparsoro. En 2011 participó en un episodio de Ángel o demonio (Telecinco), y se incorporó como protagonista a la séptima y última temporada de la serie de sobremesa Amar en tiempos revueltos de (La 1), en la que interpretó a Cecilia Armenteros Marín. Tras el final de Amar en tiempos revueltos, se incorporó al reparto de la miniserie La memoria del agua (TVE), también para La 1, basada en la novela homónima de la escritora Teresa Viejo, encarnando a Amada Montemayor. En enero de 2019 estrenó la serie médica Hospital Valle Norte en Televisión Española, (La 1), donde interpretaba a Juana.
En 2022 participó en Los herederos de la tierra, interpretando a Marta Destorrent, segunda esposa de Bernat Estanyol. Ese mismo año participa en la serie argentina Último primer día.
En noviembre de 2023 se anunció que formaría parte del trío protagonista de Sueños de libertad, una serie diaria para las tardes de Antena 3 junto con Alain Hernández y Daniel Tatay. En la serie, que comenzó a emitirse en febrero de 2024, interpreta a Begoña Montes, una mujer luchadora y soñadora que quiere separarse de su marido. El personaje tuvo buena acogida por parte de la audiencia, consiguiendo una nominación en los Premios Iris como mejor actriz.
A medioados de 2024 se conoció que formaría parte del reparto de otra serie diaria, siendo la primera en ser emitida en una plataforma, Disney+, titulada Regreso a Las Sabinas. En la serie interpreta a Esther Ruiz Utrera, la novia del protagonista (Andrés Velencoso).

### Cine
Debutó en 2001 con papel secundario en el largometraje Clara y Elena de Manuel Iborra junto a Verónica Forqué y Carmen Maura. Su siguiente trabajo fue el cortometraje Dum Dum (2003), de María Casal. Trabajó en el cortometraje ID junto a Víctor Elías.
En 2004 interpreta un papel importante (aunque mudo) en Hipnos, película de terror psicológico del director David Carreras Solè. Su personaje es una niña que ha presenciado el asesinato de su madre, y que a resultas del trauma queda ingresada en una clínica psiquiátrica. Tras el telefilme Los recuerdos de Alicia (2005) de Manuel Estudillo, en el que interpretó a una niña amnésica, participó en la película Los aires difíciles (2006) de Gerardo Herrero, adaptación de la novela homónima de Almudena Grandes.
En la primavera de 2006 rodó junto a Geraldine Chaplin Los Totenwackers, un largometraje que pretende ser la primera parte de una trilogía sobre el Más Allá.
En 2018 participó en la película El año de la plaga de Carlos Martín Ferrera.

### Teatro
Se estrenó sobre los escenarios en noviembre de 2010, con la obra Los ochenta son nuestros, de Ana Diosdado y junto a Víctor Elías, con dirección de Antonio del Real. En 2014 protagoniza junto a Marta Belaustegui y Marc Clotet en el Centro Dramático Nacional la obra Amantes, adaptación teatral dirigida por Álvaro del Amo de la película homónima de Vicente Aranda, realizando el papel de Trini que en el film interpreta Maribel Verdú. En 2015 participa en la obra La pechuga de la sardina, donde volvió a coincidir con Víctor Elías. Ese mismo año encabeza el elenco de Ninette y un señor de Murcia, de Miguel Mihura, dando vida al personaje que da título a la obra. En 2018 protagoniza, junto a Fernando Guillén Cuervo, la obra Oleanna, de David Mamet y dirigida por Luis Luque.

### Como cantante
Natalia formó el grupo juvenil SJK, junto a Víctor Elías (Guille), Adrián Rodríguez (DVD) y Andrés de la Cruz (Boliche); algunos de los actores más jóvenes de la serie Los Serrano. Con su primer compacto, A toda mecha, consiguieron un doble disco de platino. En el verano de 2006 presentaron su segundo disco, D.P.M. que contiene canciones en las que Natalia cobra más protagonismo, cantando sola Soy la caña y Pienso en ti (SJK) y Entre muñecas (DPM). Con este grupo hizo dos giras nacionales, actuando y llenando estadios como La Cubierta de Leganés en Madrid y el Palau Sant Jordi de Barcelona.
Estudió solfeo y toca el piano, el clarinete, el saxofón, el corno inglés, el fagot y el violín.

## Vida personal
Mantiene una relación sentimental con el actor catalán Marc Clotet, con quien compartió escenario en la obra Amantes en la que ambos participaron. En agosto de 2018 anunciaron a través de sus redes sociales que estaban esperando su primer hijo en común para el primer trimestre de 2019. Natalia Sánchez dio a luz a su primera hija, una niña llamada Lia Clotet Sánchez, el 8 de enero de 2019 en Barcelona, un mes antes de la fecha prevista. En diciembre de 2019 la pareja anunció que estaban esperando su segundo hijo a través de sus respectivas redes sociales. Dio a luz a su segundo hijo, Neo, el 19 de mayo de 2020 en Barcelona.

## Filmografía

### Televisión

#### Series
| Año           | Serie                               | Personaje                           |
| ------------- | ----------------------------------- | ----------------------------------- |
| 2002          | Compañeros                          | Vero                                |
| 2002          | Periodistas                         | Niña                                |
| 2003          | Un lugar en el mundo                | Natalia                             |
| 2003          | Javier ya no vive solo              | Inés                                |
| 2003-2008     | Los Serrano                         | María Teresa «Teté» Capdevila Gómez |
| 2009          | Acusados                            | Marina Domènech Ballester           |
| 2009          | La ira                              | Carolina                            |
| 2011          | Ángel o demonio                     | Nuria                               |
| 2011–2012     | Amar en tiempos revueltos           | Cecilia Armenteros Marín            |
| 2012          | La memoria del agua                 | Amada Montemayor                    |
| 2016          | ¿Qué fue de Jorge Sanz?- 1 episodio | Ella misma                          |
| 2019          | Hospital Valle Norte                | Juana Martínez                      |
| 2019          | Por amar sin ley                    | Debbie                              |
| 2022          | Los herederos de la tierra          | Marta Destorrent                    |
| 2024–presente | Sueños de libertad                  | Begoña Montes                       |
| 2024–2025     | Regreso a Las Sabinas               | Esther Ruiz Utrera                  |

#### Películas para televisión
| Año  | Título                  | Personaje                 |
| ---- | ----------------------- | ------------------------- |
| 2005 | Los recuerdos de Alicia | Alicia                    |
| 2011 | La duquesa              | Eugenia Martínez de Irujo |

### Cine
| Año  | Título              | Personaje |
| ---- | ------------------- | --------- |
| 2001 | Clara y Elena       | Niña      |
| 2004 | Hipnos              | La niña   |
| 2006 | Los aires difíciles | Charo     |
| 2007 | The Totenwackers    | Raquel    |
| 2015 | Fuera de campo      | Nuria     |
| 2018 | El año de la plaga  | Bego      |

### Cortometrajes
| Año  | Título       | Personaje |
| ---- | ------------ | --------- |
| 2010 | I.D          | Celia     |
| 2023 | Sisè primera | Inquilina |

### Teatro
| Año  | Título                       |
| ---- | ---------------------------- |
| 2010 | Los ochenta son nuestros     |
| 2014 | Amantes                      |
| 2015 | La pechuga de la sardina     |
| 2015 | Ninette y un señor de Murcia |
| 2018 | Oleanna                      |

## Premios y nominaciones
| Año  | Categoría                     | Trabajo nominado   | Resultado | Ref.   |
| ---- | ----------------------------- | ------------------ | --------- | ------ |
| 2024 | Mejor interpretación femenina | Sueños de libertad | Nominada  | [ 32 ] |